# Pëtr Grigor'evič Černyšëv
Pëtr Grigor'evič Černyšëv (in russo Пётр Григорьевич Чернышёв?; 24 marzo 1712 – San Pietroburgo, 20 agosto 1773) è stato un politico russo.

## Biografia
Era il figlio di Grigorij Petrovič Černyšëv, e di sua moglie, Avdot'ja Ivanovna Rževskaja, amante dello zar Pietro I.

## Carriera
Prestò servizio nelle truppe del duca Carlo Federico di Holstein-Gottorp.
Nell'inverno 1741 fu trasferito a Berlino. Nel 1746 era ambasciatore russo a Londra. Prese parte al Congresso di Aquisgrana nella conclusione del trattato di pace tra la Francia e le potenze marittime.
Nel settembre del 1754, fu promosso a tenente generale. Il 4 luglio 1760 venne nominato ambasciatore a Parigi, dove rimase fino al 26 luglio 1762.
Nel 1763 venne richiamato da Caterina II, ritornò a San Pietroburgo e si trasferì con la sua famiglia a casa di suo padre, presso il lungoneva del Palazzo.

## Matrimonio
Sposò, nel 1738, Ekaterina Andreevna Ušakova (1715-1779), unica figlia del conte Andrej Ivanovič Ušakov e della sua seconda moglie Elena Leontievna Kokoškins. Ebbero undici figli ma solo sei raggiunsero l'età adulta:
- Anna Petrovna (1738-1756), morta di tifo;
- Dar'ja Petrovna (1739-1802), sposò Ivan Saltykov (1730-1805), ebbero quattro figli;
- Natal'ja Petrovna (1744-1837), sposò Vladimir Golicyn (1731-1798), ebbero cinque figli;
- Andrej Petrovič, morto nell'infanzia;
- Gregorij Petrovič (1746-1755);
- Marija Petrovna (1752-1767), morì di vaiolo.

## Morte
Morì il 20 agosto 1773, a San Pietroburgo, di idropisia e fu sepolto nel cimitero del Lazarev nel Monastero di Alexander Nevskij.